# Gouvernement Diori II
Ire République
Diori I Diori III
Le gouvernement Hamani Diori est un gouvernement nigérien formé le 24 novembre 1965.

## Historique

### Formation
Un peu plus de deux ans après sa création, le portefeuille des affaires étrangères est à nouveau une des compétences exclusives du président de la République. Amadou Mayaki et Issoufou Saïdou Djermakoye quittent le gouvernement. Six ministres conservent leur portefeuille et six personnes entrent au gouvernement : Noma Kaka, Mahamane Dandobi, Amadou Issaka, Issa Ibrahim, Barkiré Halidou et Boukary Sabo.

### Évolution de la composition
Abdou Sidikou est nommé secrétaire d'État chargé des affaires étrangères le 14 avril 1967. Pour des raisons de santé, il doit abandonner les affaires étrangères et est nommé secrétaire d’État à la Présidence le 15 janvier 1970. Le portefeuille de ministre des affaires étrangères est rétabli et confié à Courmo Barcougné. Lors de ce remaniement, Mahamane Dandobi quitte le gouvernement et plusieurs ministres changent de portefeuille.

## Composition initiale
| Portefeuille                                                                   | Titulaire | Titulaire                 | Parti   |
| ------------------------------------------------------------------------------ | --------- | ------------------------- | ------- |
| Président de la République                                                     |           | Hamani Diori              | PPN-RDA |
| Ministre de l'Intérieur                                                        |           | Diamballa Yansambou Maïga | PPN-RDA |
| Ministre des Finances                                                          |           | Courmo Barcougné          | PPN-RDA |
| Ministre des Travaux publics, des Mines et de l'Hydraulique                    |           | Léopold Kaziendé          | PPN-RDA |
| Ministre de l'Économie rurale                                                  |           | Maïda Mamoudou            | PPN-RDA |
| Ministre de l'Éducation nationale                                              |           | Harou Kouka               | PPN-RDA |
| Ministre des Affaires sahariennes et nomades, des Postes et Télécommunications |           | Mouddour Zakara           | PPN-RDA |
| Ministre de la Défense nationale                                               |           | Noma Kaka                 | PPN-RDA |
| Ministre de la Justice                                                         |           | Mahamane Dandobi          | PPN-RDA |
| Ministre de la Fonction publique                                               |           | Amadou Issaka             | PPN-RDA |
| Ministre de la Santé                                                           |           | Issa Ibrahim              | PPN-RDA |
| Ministre des Affaires économiques, du Commerce et de l'Industrie               |           | Barkiré Halidou           | PPN-RDA |
| Ministre de l'Information et de la Jeunesse                                    |           | Boukary Sabo              | PPN-RDA |